# 白云路站
白云路站是一个位于中华人民共和国云南省昆明市盘龙区联盟街道北京路与白云路交叉口地下，属于昆明地铁2号线的地铁车站。本站自2014年4月30日开通运营。
该站曾因肺炎疫情于2020年1月30日停运，3月18日恢复运营。

## 车站楼层
| 地面层          | 街道                                       | A-D出入口                                                    |
| 地下一层 站厅层 | 站厅                                       | A1出入口、票务服务、自动售票机、一卡通充值、安检、进出站闸机 |
| 地下二层 站台层 |                                            | █ 2号线往北部汽车站（金星）                                  |
| 地下二层 站台层 | 岛式站台，左侧開门                         |                                                              |
| 地下二层 站台层 | █ 2号线往大学城南/昆明南火车站（火车北站） |                                                              |

## 出口
该站设有一共有4个出口、其中有A1出口与A口过道相连，该出口位于同德昆明广场内：
|                       |                  |      |
| 编号                  | 建议前往的目的地 | 照片 |
| 出口 · A              |                  |      |
| 出口 · A · 1          | 同德昆明广场     |      |
| 出口 · B              |                  |      |
| 出口 · D · 升降机标志 |                  |      |
| 註： 設有             |                  |      |

## 车站周边
- 金色年华